# اس‌ام یوبی-۱۴۴
اس‌ام یوبی-۱۴۴ (به انگلیسی: SM UB-144) یک زیردریایی بود که طول آن ۵۵٫۸۵ متر (۱۸۳٫۲ فوت) بود. این زیردریایی در سال ۱۹۱۸ ساخته شد.